# Diuris tricolor
Diuris tricolor är en orkidéart som beskrevs av Robert Desmond David Fitzgerald. Diuris tricolor ingår i släktet Diuris och familjen orkidéer. Inga underarter finns listade i Catalogue of Life.